# Evangeline Lilly
Nicole Evangeline Lilly (Fort Saskatchewan, Alberta, 1979. augusztus 3. –) kanadai színésznő, író. 
Az ABC amerikai televíziós társaság Lost – Eltűntek (2004–2010) című drámasorozatában Kate Austen szerepe tette ismertté, a sorozattal egy Golden Globe-jelölést mellett egy Screen Actors Guild-díjat nyert. 2008-ban A bombák földjén című Oscar-nyertes háborús filmben, 2011-ben a Vasököl című sci-fiben tűnt fel.
A hobbit-filmsorozat két részében – A hobbit: Smaug pusztasága (2013), A hobbit: Az öt sereg csatája (2014) – Taurielt alakította. 2015 óta Hope van Dyne (Darázs) szerepét játssza a Marvel-moziuniverzum filmjeiben: A Hangya (2015), A Hangya és a Darázs (2018) és Bosszúállók: Végjáték (2019).
A színészet mellett 2013-től íróként jegyzi a gyerekeknek szóló The Squickerwonkers című könyvsorozatot.

## Életrajza

### Fiatalkora
A kanadai Albertában született, hithű keresztény családban, egy húga van. Apja közgazdaságtant tanít, anyja orvosi szaktanácsadó. A család szerény körülmények között élt.
Lilly az egyetem alatt emberi jogi bizottságot alapított, majd egy külföldi misszionáriuscsoport alkalmazásában önkéntesként segített a rászorulóknak, ez időben a Fülöp-szigeteken élt. A British Columbia Egyetemen nemzetközi kapcsolatokat tanult. Később légiutas-kísérőként, pincérnőként és modellként is dolgozott. 14 éves kora óta gyermekvédelmi önkéntesként dolgozik.

### Pályafutása
Lilly színészi karrierje akkor kezdődött amikor egy ügynök a Ford Modelling ügynökségtől felfedezte, miközben Kelowna utcáit járta. Először visszautasította az ajánlatot, bár a színészkedés volt az álma tizenéves kora óta. Inkább úgy döntött a külügyi pályát választja. Vancouverben a British Columbia Egyetemre járt. Aztán mégis arra kényszerült, hogy szerződjön a Forddal, hogy fizetni tudja a tandíjat. Kipróbálta magát modellként, miután jelentkezett a Ford modellügynökségre, ahol már olyan neves színésznők is próbálkoztak, mint Sharon Stone és Courteney Cox. Néhány reklámban szerepelt és inkább a tanulásra koncentrált. Néhány év múlva elfogadott egy szerepet egy filmsorozatban és ezzel híressé vált.
2003-ban egyetemista lányt játszott a Freddy vs. Jason című horrorfilmben és statisztaszerepeket kapott a Smallville című sorozatban is. 2004-ben a Kingdom Hospital – A félelem kórháza című sorozatban tűnt fel.
Miután megszerezte Kate Austen szerepét a Lost – Eltűntek című sorozatban, legfőbb problémája az volt, hogy vízumot kellett szereznie az Amerikai Egyesült Államokba. A sorozat készítői alig tudták meggyőzni a kapitányságot, hogy az idáig szinte ismeretlen Lilly létfontosságú szereplője a sorozatnak. 2004-ben epizódonként 80 ezer amerikai dollárt keresett a sorozattal. Szintén a Lostnak köszönheti, hogy ugyanebben az évben az Entertainment Weekly a Legjobb új színésznő-k közé sorolta. 2005-ben második, 2006-ban pedig 67. lett a Maxim Hot100-as listáján. Nyolcadik lett az FHM A világ 100 legjobb nője listáján (2006).
Peter Jackson rendezőtől szerepet kapott a 2012 és 2014 között Új-Zélandon forgatott A hobbit című filmtrilógiában, melyben Tauriel tündét játszotta.

### Magánélete
Korábban házasságban élt Murray Hone kanadai hokijátékossal. 2004 és 2007 között Dominic Monaghan partnere volt, akivel a Lost forgatásán került közeli kapcsolatba. 2010 óta Norman Kali párja, két gyermekük született.  

## Filmográfia

### Film
| Év   | Magyar cím                        | Eredeti cím                               | Szerep                 | Magyar hang    |
| ---- | --------------------------------- | ----------------------------------------- | ---------------------- | -------------- |
| 2003 | Raboljuk el Sinatrát!             | Stealing Sinatra                          | modell egy reklámban   |                |
| 2003 | Csáó, Lizzie!                     | The Lizzie McGuire Movie                  | rendőr                 |                |
| 2003 | Freddy vs. Jason                  | Freddy vs. Jason                          | diák                   |                |
| 2004 | Feketék fehéren                   | White Chicks                              | vendég a partin        |                |
| 2005 | Hosszú hétvége                    | The Long Weekend                          | Simone                 |                |
| 2008 | A bombák földjén                  | The Hurt Locker                           | Connie James           |                |
| 2008 | Szerelem életre-halálra           | Afterwards                                | Claire                 |                |
| 2011 | Vasököl                           | Real Steel                                | Bailey Tallet          | Németh Borbála |
| 2013 | A hobbit: Smaug pusztasága        | The Hobbit: The Desolation of Smaug       | Tauriel                | Németh Borbála |
| 2014 | A hobbit: Az öt sereg csatája     | The Hobbit: The Battle of the Five Armies | Tauriel                | Németh Borbála |
| 2015 | A Hangya                          | Ant-Man                                   | Hope van Dyne          | Németh Kriszta |
| 2017 |                                   | Little Evil                               | Samantha Bloom         |                |
| 2018 | A Hangya és a Darázs              | Ant-Man and the Wasp                      | Hope van Dyne / Darázs | Németh Kriszta |
| 2019 | Bosszúállók: Végjáték             | Avengers: Endgame                         | Hope van Dyne / Darázs | Németh Kriszta |
| 2021 | Válság                            | Crisis                                    | Claire Reimann         | Németh Kriszta |
| 2021 |                                   | South of Heaven                           | Annie Ray              |                |
| 2023 | A Hangya és a Darázs: Kvantumánia | Ant-Man and the Wasp: Quantumania         | Hope van Dyne / Darázs | Németh Kriszta |

### Televízió
| Év        | Magyar cím                           | Eredeti cím             | Szerep                          | Megjegyzések                                                |
| --------- | ------------------------------------ | ----------------------- | ------------------------------- | ----------------------------------------------------------- |
| 2001–2004 | Smallville                           | Smallville              | statiszta (több szerepben)      | 4 epizód                                                    |
| 2003–2004 | Tru Calling – Az őrangyal            | Tru Calling             | vendég a partin                 | stáblistán nem szerepel                                     |
| 2004      | Kingdom Hospital – A félelem kórháza | Kingdom Hospital        | Benton barátnője                | 1 epizód                                                    |
| 2004–2010 | Lost – Eltűntek                      | Lost                    | Kate Austen                     | - főszereplő (108 epizód) - magyar hangja: - Németh Kriszta |
| 2010      | Lost – Az utolsó utazás              | Lost: The Final Journey | önmaga                          | - dokumentumfilm - magyar hangja: - Németh Kriszta          |
| 2021      | Mi lenne, ha…?                       | What If...?             | Hope van Dyne / Darázs (hangja) | - 1 epizód - magyar hangja: - Németh Kriszta                |